# Kupreanof Island
Kupreanof Island fa parte dell'arcipelago Alessandro nell'Alaska sud-orientale. Amministrativamente appartiene al Borough di Petersburg. L'isola si trova all'interno della Tongass National Forest.
La popolazione dell'isola era di 785 abitanti al censimento del 2000. Il più grande centro abitato sull'isola è Kake, sul lato nord-occidentale. L'unica altro insediamento è Kupreanof, sul lato orientale, e che si trova di fronte alla città di Petersburg sulla vicina Mitkof Island.

## Geografia
L'isola è lunga 84 km e larga 32 km, con una superficie di 2813,3 km² ed è la tredicesima isola degli Stati Uniti per estensione. La profonda insenatura del Duncan Canal separa dal resto dell'isola la grande penisola di Lindenberg, sul lato orientale. Mentre lo stretto canale denominato Wrangell Narrows divide, a est, la penisola di Lindberg dall'isola Mitkof. A sud, lo stretto di Sumner separa Kupreanof dalle isole Principe di Galles e Zarembo; a ovest il Keku Strait la divide da Kuiu Island; a nord il Frederick Sound la divide dall'isola Admiralty.

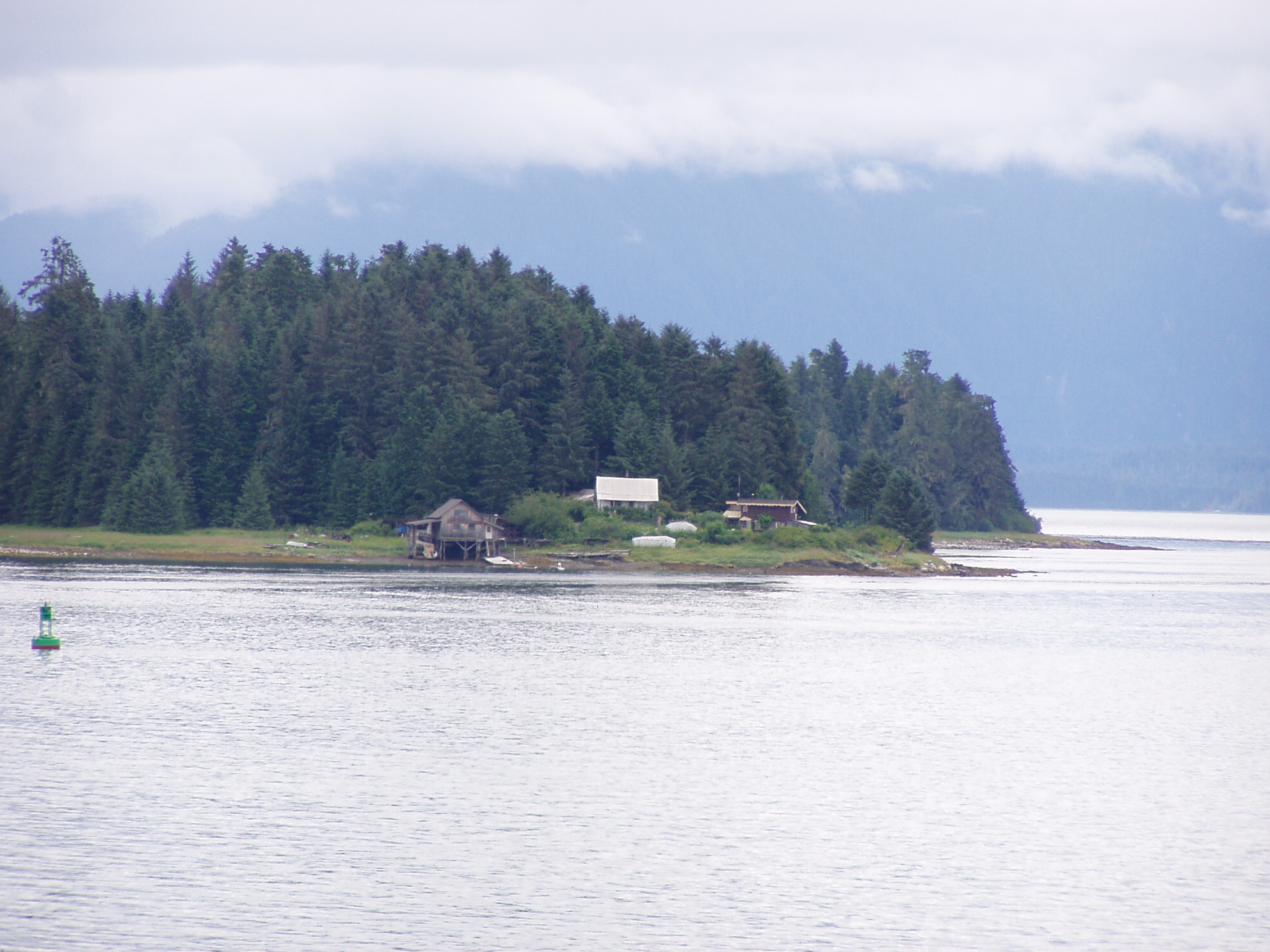
L'insediamento di Kupreanof

### Insenature e altre masse d'acqua
Intorno all'isola sono presenti le seguenti insenature marine (da nord in senso orario):
- Canale di Frederick (Frederick Sound)[5] 57°10′36″N 133°54′23″W - Il canale, lungo 112 chilometri, collega a ovest lo stretto di Keku (Keku Strait) con a sud-est gli stretti di Wrangell (Wrangell Narrows). Nel canale sono presenti le seguenti masse d'acqua:
  - Baia di Portage (Portage Bay)[6] 56°58′30″N 133°18′24″W - La baia in realtà è un fiordo lungo circa 9 chilometri. Di fronte alla baia si trova la piccola isola di Portage (Portage Island); mentre all'interno del fiordo si trova l'isola di Stop (Stop Island).
  - Baia di Dry (Dry Cove)[7] 56°59′07″N 133°19′51″W - Questa piccola baia (larga 1,6 chilometri) si trova all'interno della baia di Portage (Portage Bay).
  - Baia di Goose (Goose Cove)[8] 56°56′00″N 133°16′38″W - La baia (larga 1,2 chilometri) si trova alla fine della baia di Portage (Portage Bay) tra l'isola di Stop (Stop Island) e la terraferma ed è caratterizzata durante le basse maree da piatti fondali fangosi (Tidal Flat).

- Stretti di Wrangell (Wrangell Narrows)[9] 56°38′05″N 132°56′28″W - Il canale, lungo 38 chilometri, collega a nord-est il canale di Frederick (Frederick Sound) con a sud il canale di Duncan (Duncan Canal). In particolare gli stretti separano la penisola di Lindenberg (Lindenberg Peninsula) dall'isola di Mitkof (Mitkof Island). Nel canale sono presenti le seguenti masse d'acqua:
  - Canale di Keene (Keene Channel)[10] 56°36′25″N 132°59′32″W - Il canale separa l'isola di Kupreanof dalle isole di Keene (Keene Island) e Burnt (Burnt Island).

- Canale di Duncan (Duncan Canal)[11] 56°38′23″N 133°06′43″W - Il canale, un fiordo lungo 35 chilometri, divide la penisola di Lindenberg (Lindenberg Peninsula) dal resto dell'isola e sfocia nello stretto di Sumner (Sumner Strait). Nel canale sono presenti le seguenti masse d'acqua:
  - Baia di Hoagies (Hoagies Hole)[12] 56°36′33″N 133°01′11″W - La baia si trova all'entrata orientale del canale di Duncan.
  - Canale di Towers (Towers Arm)[13] 56°49′09″N 133°20′07″W - In Towers è il braccio più settentrionale del canale Duncan ed è parallelo al braccio North (North Arm) posizionato più a oriente.
  - Canale Nord del canale di Duncan (North Arm Duncan Canal)[14] 56°48′00″N 133°17′00″W - Questo braccio finale del canale Duncan si trova tra il braccio Towers (Towers Arm) e il braccio McDonald (McDonal Arm).
  - Canale McDonald (McDonald Arm)[15] 56°47′49″N 133°15′28″W - È il braccio di mare, nella parte finale del canale di Duncan, più orientale.
  - Baia di Little Duncan (Little Duncan Bay)[16] 56°36′09″N 133°08′37″W - È il braccio di mare situato all'inizio del canale di Duncan; nel suo interno si trova l'isola di Emily (Emily Island).

- Stretto di Sumner (Sumner Strait)[17] 56°23′36″N 133°30′36″W - Lo stretto collega a est il canale di Duncan (Duncan Canal) con a ovest lo stretto di Keku (Keku Strait). Nello stretto sono presenti le seguenti masse d'acqua:
  - Baia di Kah Sheets (Kah Sheets Bay)[18] 56°30′59″N 133°06′31″W - Di fronte alla baia si trovano le isole di Kah Sheets (Kah Sheets Island) e Lung (Lung Island).
  - Baia di Douglas (Douglas Bay)[19] 56°27′54″N 133°16′47″W - All'entrata della baia, che è ampia 8 chilometri, si trova l'isola di Moss (Moss Island).
  - Baia di Totem (Totem Bay)[20] 56°28′56″N 133°23′43″W
  - Baia di Little Totem (Little Totem Bay)[21] 56°28′08″N 133°25′51″W - La baia si trova all'entrata ovest della baia di Totem (Totem Bay).

- Stretto di Keku (Keku Strait)[22] 56°53′26″N 133°55′54″W - Lo stretto collega a sud lo stretto di Sumner (Sumner Strait) con a nord il canale di Frederick (Frederick Sound). Nello stretto sono presenti le seguenti masse d'acqua:
  - Canale Rocky (Rocky Pass)[23] 56°40′38″N 133°44′20″W - In questo "passaggio marino" l'isola di Kupreanof è separata dall'isola di Kuiu per poco meno di 1,5 chilometri.
  - Baia di Big John (Big John Bay)[24] 56°48′32″N 133°42′23″W - In questa baia, lunga 6,4 chilometri, si trova l'isola di Horseshoe (Horseshoe Island).
  - Baia di Davidson (Davidson Bay)[25] 56°50′58″N 133°50′08″W
  - Baia di Dakaneek (Dakaneek Bay)[26] 56°51′48″N 133°51′26″W - La baia è ampia 1,12 chilometri.
  - Baia di Hamilton (Hamilton Bay)[27] 56°53′28″N 133°50′30″W - All'interno della baia si trova l'isola di Little Hamilton (Little Hamilton Island) raggiungibile da una strada sterrata.
  - Baia di Portage (Portage Bay)[28] 56°56′45″N 133°53′30″W - Di fronte alla baia si trova l'isola di Hamilton (Hamilton Island). A sud un passaggio marino (Portage Pass), tra l'isola di Hamilton e quella di Kupreanof, collega la baia di Portage con la baia di Hamilton (Hamilton Bay).

### Promontori

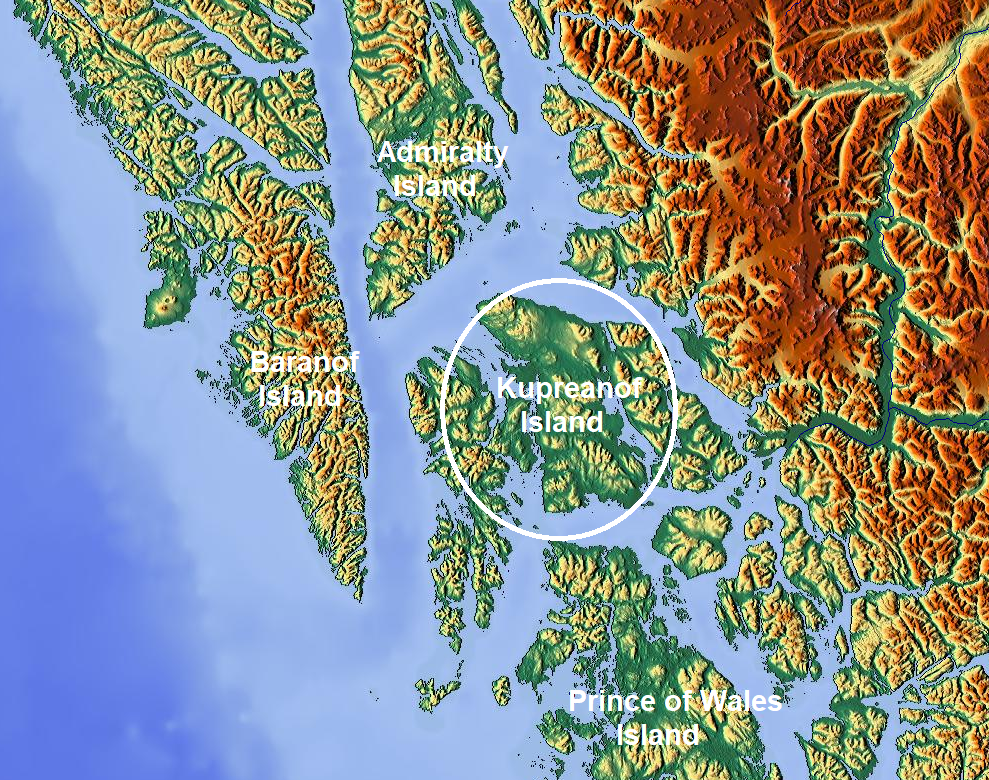
Mappa dell'isola

Sull'isola sono presenti alcuni promontori (da nord in senso orario):
- Canale di Frederick (Frederick Sound):
  - Capo Bendel (Cape Bendel)[29] 57°03′43″N 134°01′28″W - L'elevazione del promontorio è di 10 metri.
  - Promontorio di Pinta (Pinta Point)[30] 57°05′53″N 133°53′14″W - È il promontorio più settentrionale dell'isola.
  - Promontorio di West (West Point)[31] 57°00′28″N 133°20′46″W - Il promontorio, la cui elevazione è di 21 metri, si trova all'entrata occidentale della baia di Portage (Portage Bay).
  - Promontorio di Flat (Flat Point)[32] 56°59′32″N 133°19′45″W - Il promontorio, la cui elevazione è di 18 metri, si trova all'interno della baia di Portage (Portage Bay).
  - Promontorio di Hook (Hook Point)[33] 56°59′00″N 133°19′13″W - Il promontorio, la cui elevazione è di 4 metri, si trova all'interno della baia di Portage (Portage Bay) e all'entrata meridionale della baia di Dry (Dry Cove).
  - Promontorio di East (East Point)[34] 57°00′18″N 133°19′19″W - Il promontorio, la cui elevazione è di 28 metri, si trova all'entrata orientale della baia di Portage (Portage Bay).
  - Capo Strait (Cape Strait)[35] 56°59′54″N 133°05′27″W - Il promontorio è sede di un faro (Lighthouse Reserve).
  - Promontorio di Beacon (Beacon Point)[36] 56°56′17″N 132°59′35″W - Il promontorio, la cui elevazione è di 2 metri, è sede di un faro (Lighthouse Reserve).
  - Promontorio di Prolewy (Prolewy Point)[37] 56°50′12″N 132°56′26″W - Il promontorio, la cui elevazione è di 7 metri, si trova all'entrata degli stretti di Wrangell (Wrangell Narrows).

- Stretti di Wrangell (Wrangell Narrows); tutti i promontori di questi stretti si trovano nella penisola di Lindenberg (Lindenberg Peninsula):
  - Promontorio di Bayou (Bayou Point)[38] 56°48′53″N 132°58′50″W - Il promontorio, la cui elevazione è di 4 metri, si trova di fronte alla cittadina di Petersburg posizionata sull'isola di Mitkof (Mitkof Island).
  - Promontorio di Mountain (Mountain Point)[39] 56°44′18″N 132°57′18″W
  - Promontorio di Green (Green Point)[40] 56°42′04″N 132°57′19″W
  - Promontorio di Finger (Finger Point)[41] 56°40′42″N 132°56′30″W
  - Promontorio di Island (Island Point)[42] 56°39′56″N 132°55′53″W
  - Promontorio di False Island (False Island Point)[43] 56°39′41″N 132°55′57″W
  - Promontorio di North (North Point)[44] 56°37′43″N 132°57′27″W - Il promontorio ha una elevazione di 10 metri.
  - Promontorio di Humbug (Point Humbug)[45] 56°37′48″N 132°59′06″W - Il promontorio, che ha una elevazione di 7 metri, si trova di fronte all'isola di Burnt (Burnt Island).

- Canale di Duncan (Duncan Canal); promontori della penisola di Lindenberg (Lindenberg Peninsula):
  - Promontorio di Hood (Hood Point)[46] 56°36′22″N 133°01′05″W - Il promontorio, che ha una elevazione di 15 metri e si trova in prossimità della baia di Hoagies (Hoagies Hole), ha di fronte diverse isole: Big Saltery Island, Pearl Island, Fair Island e altre minori.
  - Promontorio di Goose (Goose Point)[47] 56°47′13″N 133°19′29″W - Il promontorio ha una elevazione di 3 metri.
  - Promontorio di Indian (Indian Point)[48] 56°44′45″N 133°15′06″W - Il promontorio ha una elevazione di 10 metri.

- Stretto di Sumner (Sumner Strait):
  - Promontorio di Mitchell (Mitchell Point)[49] 56°27′01″N 133°12′08″W - Il promontorio ha una elevazione di 6 metri.
  - Promontorio di Totem (Totem Point)[50] 56°27′09″N 133°26′12″W - Il promontorio, che ha una elevazione di 7 metri, si trova di fronte all'isola di Shingle (Shingle Island).
  - Promontorio di Barrie (Point Barrie)[51] 56°26′23″N 133°39′01″W - Il promontorio ha una elevazione di 17 metri ed è il punto più meridionale dell'isola; si trova inoltre di fronte all'isola di Barrie (Barrie Island).

- Stretto di Keku (Keku Strait):
  - Promontorio di McNaughton (McNaughton Point)[52] 56°50′13″N 133°42′03″W - Il promontorio ha una elevazione di 7 metri e si trova all'interno della baia di Big John (Big John Bay).
  - Promontorio di Salt (Salt Point)[53] 56°50′55″N 133°51′36″W - Il promontorio ha una elevazione di 15 metri e divide la baia di Davidson (Davidson Bay) dalla baia di Dakaneek (Dakaneek Bay).
  - Promontorio di Hamilton (Point Hamilton)[54] 56°54′06″N 133°53′34″W - Il promontorio, che ha una elevazione di 9 metri, si trova all'entrata meridionale della baia di Hamilton (Hamilton Bay).
  - Promontorio di White (Point White)[55] 57°00′17″N 133°00′24″W - Il promontorio, che ha una elevazione di 17 metri, si trova all'entrata meridionale della baia di Hamilton (Hamilton Bay).
  - Promontorio di Macartney (Point Macartney)[56] 57°01′28″N 134°02′34″W - Il promontorio, che ha una elevazione di 18 metri.

### Laghi e lagune
Alcuni laghi presenti sull'isola (le misure possono essere indicative - la seconda dimensione in genere è presa ortogonalmente alla prima nel suo punto mediano):
| Nome del lago                          | Quota (m s.l.m.) | Dimensioni in chilometri (lunghezza x larghezza) | Coordinate             | Note |
| -------------------------------------- | ---------------- | ------------------------------------------------ | ---------------------- | --- |
| Lago di Ledge (Ledge Lake)             | 50               | 1,61 x 0,20                                      | 56°53′12″N 134°16′44″W | In parte riceve le acque del lago Cool (Cool Lake); l'emissario sfocia nel canale di Frederick (Frederick Sound).                 |
| Lago di Boot (Boot Lake)               | 99               |                                                  | 56°56′55″N 133°50′14″W | |
| Lago di Towers (Towers Lake)           | 67               | 1,61 x 0,37                                      | 56°52′21″N 133°28′42″W | |
| Laguna di Chuck (Salt Chuck)           | 0                |                                                  | 56°52′39″N 133°19′39″W | La laguna tramite il canale North (North Arm Duncan Canal) è collegata al canale di Duncan (Duncan Canal).                        |
| Lago di Petersburg (Petersburg Lake)   | 31               | 1,7 x 0,47                                       | 56°52′21″N 133°10′33″W | Il lago è alimentato dai torrenti del monte Portage (Portage Mountain).                                                           |
| Lago di Colp (Colp Lake)               | 178              | 0,32 x 0,2                                       | 56°52′23″N 133°00′57″W | Il lago è alimentato dai torrenti del picco Del Monte (Del Monte Peak) e a sua volta alimenta il fiume Fivemile (Fivemile Creek). |
| Laghi di Irish (Irish Lakes)           | 53               | 2,41 x 0,35                                      | 56°40′38″N 133°32′13″W | |
| Lago di Green Rocks (Green Rocks Lake) | 50               | 0,32 x 0,12                                      | 56°39′49″N 132°57′58″W | Le acque del lago si immettono nel fiume Colorado (Colorado Creek).                                                               |
| Lago di Kah Sheets (Kah Sheets Lake)   | 47               | 2,41 x 0,65                                      | 56°33′37″N 133°12′02″W | Le acque del lago si immettono nel fiume Kah Sheets (Kah Sheets Creek).                                                           |
| Lago di Kushneahin (Kushneahin Lake)   | 98               | 1,61 x 0,42                                      | 56°30′02″N 133°31′14″W | Le acque del lago si immettono nel fiume Kushneahin (Kushneahin Creek).                                                           |
| Lago di Barrie (Barrie Lake)           | 96               | 0,8 x 0,2                                        | 56°28′03″N 133°35′39″W | Le acque del lago confluiscono nel fiume Kushneahin (Kushneahin Creek).                                                           |

### Monti
Elenco dei principali monti presenti nell'isola:
| Nome del monte                         | Quota (m s.l.m.) | Coordinate             | |
| -------------------------------------- | ---------------- | ---------------------- | --- |
| Monte Turn (Turn Mountain)             | 839              | 57°03′56″N 133°50′17″W | Si trova nel nord dell'isola |
| Monti Bohemian (Bohemian Range)        | 704              | 56°56′46″N 133°26′16″W | Questo gruppo di monti ha un andamento nord-sud ed è più o meno parallelo alla baia di Portage (Portage Bay)                                                                |
| Monti Missionary (Missionary Range)    |                  | 56°57′28″N 133°13′03″W | Questo gruppo di monti si trova nel nord-est dell'isola e comprende i seguenti monti: De Long Peak, Hall Peak, Hunt Peak, Kane Peak, Lockwood Peak e Putnam Peak.           |
| Picco di Ambler (Ambler Peak)          | 861              | 56°57′58″N 133°12′37″W | Si trova nel nord-est dell'isola. Fa parte dei monti Missionary (Missionary Range).                                                                                         |
| Picco di Chipp (Chipp Peak)            | 691              | 56°59′32″N 133°10′33″W | Si trova nel nord-est dell'isola. Fa parte dei monti Missionary (Missionary Range).                                                                                         |
| Picco di De Long (De Long Peak)        | 972              | 56°58′33″N 133°09′10″W | Si trova nel nord-est dell'isola insieme ad altri due monti: picco di Hunt (Hunt Peak) e picco di Hall (Hall Peak). Fa parte dei monti Missionary (Missionary Range).       |
| Picco di Hall (Hall Peak)              | 997              | 56°58′41″N 133°09′37″W | Si trova nel nord-est dell'isola insieme ad altri due monti: picco di De Long (De Long Peak) e picco di Hunt (Hunt Peak). Fa parte dei monti Missionary (Missionary Range). |
| Picco di Hunt (Hunt Peak)              | 973              | 56°58′19″N 133°08′19″W | Si trova nel nord-est dell'isola insieme ad altri due monti: picco di De Long (De Long Peak) e picco di Hall (Hall Peak). Fa parte dei monti Missionary (Missionary Range). |
| Picco di Kane (Kane Peak)              | 893              | 56°58′49″N 133°07′03″W | Si trova nel nord-est dell'isola. Fa parte dei monti Missionary (Missionary Range).                                                                                         |
| Picco di Lockwood (Lockwood Peak)      | 864              | 56°57′19″N 133°11′04″W | Si trova nel nord-est dell'isola. Fa parte dei monti Missionary (Missionary Range).                                                                                         |
| Picco di Putnam (Putnam Peak)          | 989              | 56°57′51″N 133°10′56″W | Si trova nel nord-est dell'isola. Fa parte dei monti Missionary (Missionary Range).                                                                                         |
| Picco di Scott (Scott Peak)            | 989              | 56°55′18″N 133°01′17″W | Si trova nella penisola di Lindenberg (Lindenberg Peninsula). |
| Picco di Sheridan (Sheridan Peak)      | 1.061            | 56°54′37″N 133°01′13″W | Si trova nella penisola di Lindenberg (Lindenberg Peninsula). |
| Picco di Sherman (Sherman Peak)        | 1.111            | 56°53′49″N 133°02′30″W | Si trova nella penisola di Lindenberg (Lindenberg Peninsula). |
| Monte Kupreanof (Kupreanof Mountain)   | 556              | 56°53′44″N 133°22′27″W | Si trova nella parte meridionale dei Monti Bohemian (Bohemian Range). |
| Monte Portage (Portage Mountain)       | 1.025            | 56°52′04″N 133°14′08″W | Si trova a nord-est della parte finale del canale di Duncan (Duncan Canal).                                                                                                 |
| Picco di Duncan (Duncan Peaks)         | 1.012            | 56°51′11″N 133°13′12″W | È un picco del monte Portage (Portage Mountain). |
| Monte Petersburg (Petersburg Mountain) | 776              | 56°50′15″N 132°58′54″W | Si trova nel sud della penisola di Lindenberg (Lindenberg Peninsula). |

### Fiumi
Principali fiumi dell'isola (le coordinate si riferiscono alla foce):
- Fiume Big (Big Creek)[87] 57°03′24″N 133°37′43″W - Il fiume sfocia nel canale di Frederick (Frederick Sound).
- Fiume Small Point White (Small Point White Creek)[88] 56°59′25″N 133°57′50″W - Il fiume sfocia nello stretto di Keku (Keku Strait).
- Fiume Gunnuk (Gunnuk Creek)[89] 56°58′16″N 133°55′56″W - Il fiume, lungo 8 chilometri, sfocia nello stretto di Keku (Keku Strait) nei pressi della cittadina di Kake.
- Fiume Little Gunnuk (Little Gunnuk Creek)[90] 56°58′12″N 133°55′40″W - Il fiume sfocia nello stretto di Keku (Keku Strait) nei pressi della cittadina di Kake poco più a sud del fiume Gunnuk (Gunnuk Creek).
- Fiume Jenny (Jenny Creek)[91] 56°56′13″N 133°51′56″W - Il fiume sfocia nella baia di Portage (Portage Bay).
- Fiume Sitkum (Sitkum Creek)[92] 56°56′13″N 133°52′09″W - Il fiume è un immissario del fiume Jenny (Jenny Creek).
- Fiume Slo Duc (Slo Duc Creek)[93] 56°55′19″N 133°50′40″W - Il fiume sfocia nella baia di Portage (Portage Bay).
- Fiume Cathedral Falls (Cathedral Falls Creek)[94] 56°53′39″N 133°44′16″W - Il fiume, lungo 11 chilometri, sfocia nella baia di Hamilton (Hamilton Bay).
- Fiume Twelvemile (Twelvemile Creek)[95] 56°58′51″N 133°03′55″W - Il fiume nasce tra il picco Scott e il picco Sehrman e sfocia nel canale di Frederick (Frederick Sound).
- Fiume Camp Trail (Camp Trail Creek)[96] 56°53′53″N 133°48′49″W - Il fiume, lungo 1,6 chilometri, sfocia nella baia di Hamilton (Hamilton Bay).
- Fiume Hamilton (Hamilton Creek)[97] 56°53′27″N 133°44′03″W - Il fiume, lungo 22 chilometri, nasce sul monte Kupreanof (Kupreanof Mountain) e sfocia nella baia di Hamilton (Hamilton Bay).
- Fiume Petersburg (Petersburg Creek)[98] 56°48′29″N 133°59′24″W - Il fiume nasce dal lago di Petersburg (Petersburg Lake) e sfocia nella parte settentrionale degli stretti di Wrangell (Wrangell Narrows) di fronte alla cittadina di Petersburg.
- Fiume Fivemile (Fivemile Creek)[99] 56°53′00″N 132°57′48″W - Il fiume, lungo 6,4 chilometri, nasce dal monte Sherman (Sherman Peak) e sfocia nel canale di Frederick (Frederick Sound).
- Fiume Big John (Big John Creek)[100] 56°48′50″N 133°40′52″W - Il fiume, lungo 8 chilometri, sfocia nella baia di Big John (Big John Bay).
- Fiume Taylor (Taylor Creek)[101] 56°46′47″N 133°19′50″W - Il fiume sfocia nel canale di Duncan (Duncan Canal) lato occidentale.
- Fiume Duncan (Duncan Creek)[102] 56°46′26″N 133°13′53″W - Il fiume, lungo 11,7 chilometri, sfocia nel canale di Duncan (Duncan Canal) lato orientale.
- Fiume Coho (Coho Creek)[103] 56°48′44″N 133°00′11″W - Il fiume, lungo 8 chilometri, sfocia nella parte più settentrionale degli stretti di Wrangell (Wrangell Narrows), di fronte alla cittadina di Petersburg nell'isola di Mitkof (Mitkof Island).
- Fiume Irish (Irish Creek)[104] 56°43′07″N 133°41′56″W - Il fiume, lungo 11,2 chilometri, sfocia nello stretto di Keku (Keku Strait).
- Fiume Keku (Keku Creek)[105] 56°44′11″N 133°40′01″W - Il fiume nasce dai laghi Irish (Irish Lakes) ed è un immissario del fiume Irish (Irish Creek)
- Fiume Castle (Castle River)[106] 56°38′34″N 133°15′19″W - Il fiume è lungo 19 chilometri e sfocia nel canale di Duncan (Duncan Canal) lato orientale.
- Fiume Tunehean (Tunehean Creek)[107] 56°35′55″N 133°38′11″W - Il fiume sfocia nello stretto di Keku (Keku Strait).
- Fiume Colorado (Colorado Creek)[108] 56°38′38″N 132°56′42″W - Il fiume, lungo 4 chilometri, sfocia nella parte meridionale degli stretti di Wrangell (Wrangell Narrows)
- Fiume Middle (Middle Creek)[109] 56°38′24″N 133°14′51″W - Il fiume sfocia nel canale di Duncan (Duncan Canal) lato orientale.
- Fiume Lovelace (Lovelace Creek)[110] 56°33′15″N 133°39′25″W - Il fiume sfocia nello stretto di Keku (Keku Strait).
- Fiume Kah Sheets (Kah Sheets Creek)[111] 56°31′50″N 133°08′25″W - Il fiume nasce dal lago di Kah Sheets (Kah Sheets Lake) e sfocia nella baia di Kah Sheets (Kah Sheets Bay).
- Fiume Kushneahin (Kushneahin Creek)[112] 56°28′18″N 133°39′52″W - Il fiume nasce dal lago di Kushneahin (Kushneahin Lake) e sfocia nello stretto di Keku (Keku Strait).

## Parchi e aree protette

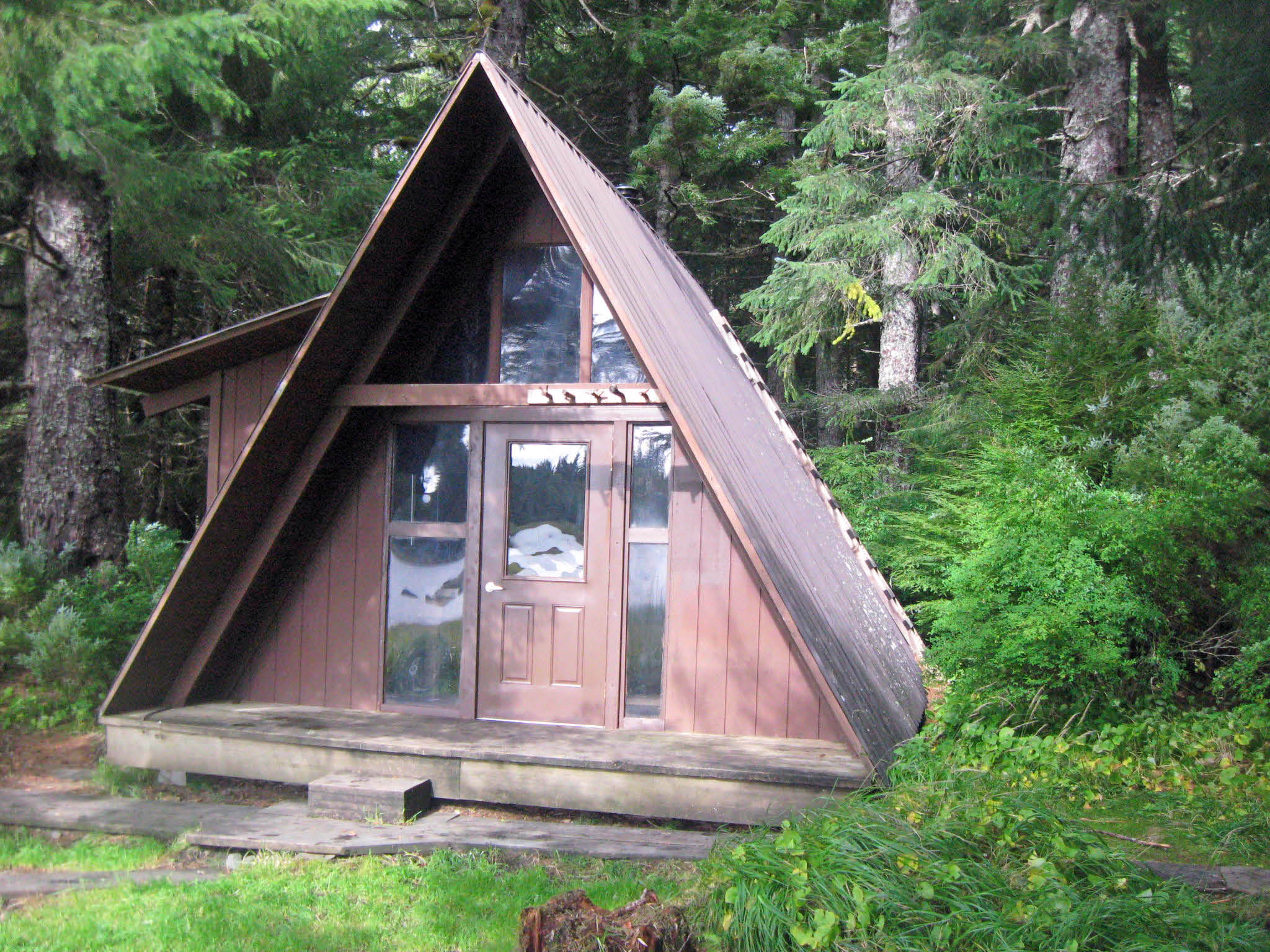
La capanna di Salt Chuck East nel Petersburg Creek – Duncan Salt Chuck Wilderness

Sull'isola sono presenti le seguenti aree protette:
- "Petersburg Creek–Duncan Salt Chuck Wilderness" 56°52′00″N 133°11′00″W: è un'area naturale compresa nella parte settentrionale della penisola di Lindenberg (Lindenberg Peninsula). L'area, formata da due bacini idrografici divisi dalle vette alpine del monte Portage (Portage Mountain), è stata creata nel 1980 dal'"Alaska National Interest Lands Conservation Act" e protegge 189 km{\displaystyle ^{2}} di foreste pluviali temperate, paludi salmastre e aspre montagne scolpite dai ghiacciai.[113].
- "Beecher Pass State Marine Park" 56°36′00″N 133°01′00″W: è un'area marina protetta di 2,7 km{\displaystyle ^{2}} posizionata all'estremo meridionale penisola di Lindenberg (Lindenberg Peninsula). L'area comprende le seguenti isole: Fair, Peral, Jewell, Christmas, Little Saltery, Big Saltery e Keene; comprende inoltre la palude Hoagies Hole sulla terraferma. Le attività possibili sono: campeggio, pesca, kayak, canottaggio e osservazione della natura. Nell'area non è sviluppata nessuna struttura.[114][115]

## Strade, sentieri e accessi
Due strade principali collegano Kake con alcune località a nord e a sud:
- verso nord la strada "McCartney Rd" arriva fino al promontorio di Macartney (Point Macartney) 57°01′28″N 134°02′34″W (8 chilometri circa);
- verso sud la strada "Keku Rd" (poi "FR 6308 Rd") collega Kake con la località "Little Hamilton Island" 56°53′40″N 133°48′27″W (16 chilometri circa);
- alcune strade sono indicate (principalmente la "6350 Rd") nella parte sud-orientale della penisola di Lindenberg (Lindenberg Peninsula).

Sulle mappe locali sono segnati alcuni sentieri naturalistici:
- "Portage Mountain Loop Trail": il sentiero ha una lunghezza di 16 chilometri e un dislivello massimo di 138 metri.[117] Il tracciato inizia presso il lago di Petersburg (Petersburg Lake) 56°52′21″N 133°10′33″W; a metà percorso raggiunge a nord la baia di Portage (Portage Bay) 56°58′30″N 133°18′24″W; quindi si dirige a sud verso il monte Portage (Portage Mountain) 56°52′04″N 133°14′08″W per concludere presso la laguna di Chuck (Salt Chuck) 56°52′39″N 133°19′39″W. L'inizio e la fine del percorso in vicinanza di un lago favorisce l'utilizzo di idrovolanti per i trasferimenti.[118]
- "Petersburg Lake Trail": il sentiero ha una lunghezza di 17 chilometri e un dislivello massimo di 200 metri.[119] Il tracciato inizia presso la località di Kupreanof 56°48′52″N 133°58′48″W e raggiunge il lago di Petersburg (Petersburg Lake) 56°52′21″N 133°10′33″W percorrendo il bordo sinistro del fiume Petersburg (Petersburg Creek).[120]
- "Colp Lake Trail": il sentiero ha una lunghezza di 3 chilometri e un dislivello massimo di 212 metri.[121] Il tracciato inizia presso la foce del fiume Fivemile (Fivemile Creek) 56°53′00″N 132°57′48″W e termina al lago di Colp (Colp Lake) 56°52′23″N 133°00′57″W.[122]
- "Kah Sheets Trail": il sentiero ha una lunghezza di 3,7 chilometri e un dislivello massimo di 54 metri.[123] Il tracciato inizia presso la baia di Kah Sheets (Kah Sheets Bay) 56°30′59″N 133°06′31″W e termina al lago di Kah Sheets (Kah Sheets Lake) 56°33′37″N 133°12′02″W.[124]

## Storia
L'isola fu inizialmente tracciata nel 1793-1794 da James Johnstone e Joseph Whidbey, entrambi partecipanti della spedizione del 1791-1795 di George Vancouver. L'isola prende il nome dal viceammiraglio Ivan Antonovič Kuprejanov, amministratore delegato della Compagnia russo-americana (1836-1840); il nome è stato pubblicato nel 1848 come Ostrov Kuprejanova (Остров Купреянова) dal Dipartimento idrografico russo; lo stesso dipartimento ha assegnato nel 1853 il nome Berg Lindenberga alla parte orientale dell'isola, in onore dell'esploratore russo di origine finlandese G. Lindenberg che aveva esaminato l'arcipelago Alexander nel 1838; parte che sarebbe poi stata chiamata "penisola" da William Healy Dall della United States National Geodetic Survey nel 1883.